# Grand Prix-seizoen 1931
Het Grand Prix-seizoen 1931 was het eerste Grand Prix-jaar waarin het Europees kampioenschap werd verreden. Het seizoen begon op 29 maart en eindigde op 17 oktober na drie Grands Prix voor het Europese kampioenschap, één Grande Épreuve en 24 andere races. Ferdinando Minoia en Giuseppe Campari eindigden allebei op de eerste plaats, maar Minoia werd tot kampioen uitgeroepen omdat hij meer afstand had afgelegd in de races. Alle Grands Prix voor het EK waren races van tien uur, dus werden de meeste auto's gedeeld tussen twee coureurs.

## Kalender

### Europees kampioenschap
| Ronde | Datum   | Grand Prix | Circuit           | Winnaar                                  | Constructeur | Verslag |
| ----- | ------- | ---------- | ----------------- | ---------------------------------------- | ------------ | ------- |
| 1     | 24 mei  | Italië     | Monza             | Giuseppe Campari, Tazio Nuvolari         | Alfa Romeo   | verslag |
| 2     | 21 juni | Frankrijk  | Linas-Montlhéry   | Louis Chiron, Achille Varzi              | Bugatti      | verslag |
| 3     | 12 juli | België     | Spa-Francorchamps | William Grover-Williams, Caberto Conelli | Bugatti      | verslag |

### Niet-kampioenschapsraces
Grandes Épreuves zijn gemarkeerd met een gele achtergrond.
| Datum        | Land             | Racenaam                 | Circuit       | Winnaar                 | Constructeur  | Verslag |
| ------------ | ---------------- | ------------------------ | ------------- | ----------------------- | ------------- | ------- |
| 29 maart     | Tunesië          | Grand Prix van Tunis     | Carthago      | Achille Varzi           | Bugatti       | verslag |
| 6 april      | Frankrijk        | Circuit d'Esterel Plage  | Saint-Raphaël | Philippe Étancelin      | Bugatti       | verslag |
| 19 april     | Monaco           | Grand Prix van Monaco    | Monaco        | Louis Chiron            | Bugatti       | verslag |
| 26 april     | Italië           | Circuito di Alessandria  | Alessandria   | Achille Varzi           | Bugatti       | verslag |
| 10 mei       | Italië           | Targa Florio             | Madonie       | Tazio Nuvolari          | Alfa Romeo    | verslag |
| 10 mei       | Frankrijk        | Grand Prix van Picardië  | Péronne       | "Ivernel"               | Bugatti       | verslag |
| 17 mei       | Marokko          | Grand Prix van Marokko   | Anfa          | Stanislas Czaykowski    | Bugatti       | verslag |
| 7 juni       | Zwitserland      | Grand Prix van Genève    | Meyrin        | Marcel Lehoux           | Bugatti       | verslag |
| 7 juni       | Italië           | Grand Prix van Rome      | Littorio      | Ernesto Maserati        | Maserati      | verslag |
| 7 juni       | Polen            | Grand Prix van Lviv      | Lviv          | Hans Stuck              | Mercedes-Benz | verslag |
| 7 juni       | Duitsland        | Eifelrennen              | Nürburgring   | Rudolf Caracciola       | Mercedes-Benz | verslag |
| 5 juli       | Frankrijk        | Grand Prix de la Marne   | Reims-Gueux   | Marcel Lehoux           | Mercedes-Benz | verslag |
| 5 juli       | Frankrijk        | Circuit du Vaucluse      | Avignon       | Frédéric Toselli        | Bugatti       | verslag |
| 19 juli      | Duitsland        | Grand Prix van Duitsland | Nürburgring   | Rudolf Caracciola       | Mercedes-Benz | verslag |
| 26 juli      | Frankrijk        | Grand Prix van Dieppe    | Dieppe        | Philippe Étancelin      | Alfa Romeo    | verslag |
| 2 augustus   | Italië           | Coppa Ciano              | Montenero     | Tazio Nuvolari          | Alfa Romeo    | verslag |
| 2 augustus   | Duitsland        | Avusrennen               | AVUS          | Rudolf Caracciola       | Mercedes-Benz | verslag |
| 2 augustus   | Frankrijk        | Circuit du Dauphiné      | Grenoble      | Philippe Étancelin      | Alfa Romeo    | verslag |
| 16 augustus  | Frankrijk        | Grand Prix du Comminges  | Saint-Gaudens | Philippe Étancelin      | Alfa Romeo    | verslag |
| 16 augustus  | Italië           | Coppa Acerbo             | Pescara       | Giuseppe Campari        | Alfa Romeo    | verslag |
| 6 september  | Italië           | Grand Prix van Monza     | Monza         | Luigi Fagioli           | Maserati      | verslag |
| 13 september | Frankrijk        | Grand Prix van La Baule  | La Baule      | William Grover-Williams | Bugatti       | verslag |
| 27 september | Tsjechoslowakije | Grand Prix van Masaryk   | Brno          | Louis Chiron            | Bugatti       | verslag |
| 27 september | Frankrijk        | Grand Prix van Brignoles | Brignoles     | René Dryfus             | Bugatti       | verslag |
| 17 oktober   | Groot-Brittannië | Mountain Championship    | Brooklands    | Tim Birkin              | Maserati      | verslag |

1894 · 1895 · 1896 · 1897 · 1898 · 1899 · 1900 · 1901 · 1902 · 1903 · 1904 · 1905 · 1906 · 1907 · 1908 · 1909 · 1910 · 1911 · 1912 · 1913 · 1914 · 1915 · 1916 · Eerste Wereldoorlog · 1919 · 1920 · 1921 · 1922 · 1923 · 1924 · 1925 · 1926 · 1927 · 1928 · 1929 · 1930 · 1931 · 1932 · 1933 · 1934 · 1935 · 1936 · 1937 · 1938 · 1939 · 1940-1945 (Tweede Wereldoorlog) · 1946 · 1947 · 1948 · 1949 
 Lijst van Grand Prix-wedstrijden voor 1950